# Гальегос, Фелипе
Луис Фелипе Гальегос Лейва (исп. Luis Felipe Gallegos Leiva; 3 декабря 1991, Копьяпо, Чили) — чилийский футболист, вингер клуба «Некакса».

## Клубная карьера
Гальегос — воспитанник клуба «Универсидад де Чили». 14 июня 2010 года в матче против «О’Хиггинс» он дебютировал в чилийской Примере. 16 августа в поединке против «Эвертона» Фелипе забил свой первый гол за «Универсидад». В 2011 году он дважды помог команде выиграть чемпионат Чили. Летом 2012 года Гальегос на правах аренды перешёл в берлинский «Унион». 24 августа в матче против «Зандхаузена» он дебютировал во Второй Бундеслиге.
Летом 2013 года Гальегос перешёл в испанский «Рекреативо». 6 октября в матче против «Тенерифе» он дебютировал в испанской Сегунде.
Летом 2014 года Фелипе перешёл в мексиканскую «Некаксу». 3 августа в матче против «Сакапетека» он дебютировал в Лиге Ассенсо. 22 ноября в поединке против «Минерос де Сакатекас» Гальегос забил свой первый гол за «Некаксу». В 2016 году Фелипе помог клубу выйти в элиту. 17 июля в матче против «Крус Асуль» он дебютировал в мексиканской Примере.

## Международная карьера
В 2011 году в составе молодёжной сборной Чили Гальегос принял участие в молодёжном чемпионате Южной Америки в Перу. На турнире он сыграл в матчах против команд Перу, Венесуэлы, Бразилии, Аргентины, Колумбии и дважды Уругвая. В поединках против венесуэльцев, аргентинцев и колумбийцев Фелипе забил три гола.

## Достижения
Командные
 «Универсидад де Чили»
- Чемпионат Чили по футболу — Апертура 2011
- Чемпионат Чили по футболу — Клаусура 2011
- Чемпионат Чили по футболу — Апертура 2012
- Обладатель Южноамериканского кубка — 2011